# Dasychoproctis
Dasychoproctis é um gênero de traça pertencente à família Arctiidae.